# Koki Mizuno
Koki Mizuno (Shizuoka, 6. rujna 1985.) japanski je nogometaš.

## Klupska karijera
Igrao je za JEF United Chiba, Celtic, Kashiwa Reysol, Ventforet Kofu i Vegalta Sendai.

## Reprezentativna karijera
Za japansku reprezentaciju igrao je 2007. godine. Odigrao je 4 utakmice.
S japanskom reprezentacijom Koki Mizuno je igrao na Azijskom kupu 2007.

## Statistika
| Japan  | Japan | Japan |
| Godina | Nast. | Gol.  |
| ------ | ----- | ----- |
| 2007.  | 4     | 0     |
| Ukupno | 4     | 0     |

## Vanjske poveznice
- National Football Teams
- Japan National Football Team Database